# Thomas J. Watson Jr.
Thomas John Watson (14 gennaio 1914 – 31 dicembre 1993) è stato un imprenditore, politico e aviatore statunitense.

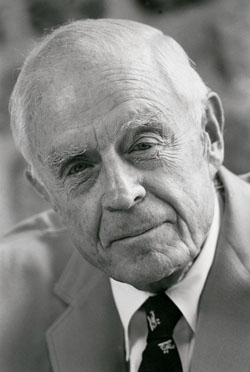
Thomas J. Watson Jr.

Figlio del fondatore della IBM Corporation Thomas J. Watson, è stato il 2º presidente dell'azienda (1952–71), l'11º presidente nazionale dei Boy Scouts of America (1964–68) e il 16° ambasciatore degli Stati Uniti in Unione Sovietica (1979 –81). Ha ricevuto molti riconoscimenti durante la sua vita, tra cui la Medaglia presidenziale della libertà da Lyndon B. Johnson nel 1964. Fortune lo ha definito "il più grande capitalista della storia" e Time lo ha elencato come una delle "100 persone più influenti del 20º secolo ".

## Biografia
Thomas Watson Jr. è nato il 14 gennaio 1914, poco prima che suo padre, Thomas J. Watson, fosse licenziato dal suo lavoro presso NCR, un atto che successivamente ha portato Watson, Sr., alla fondazione della più grande e redditizia società digitale produttore di computer nel mondo, IBM Corporation. Due sorelle seguirono Thomas, Jr., Jane ed Helen, prima che nascesse un ultimo figlio, Arthur Kittredge Watson.
Watson, Jr., è cresciuto nella sezione di Short Hills di Millburn, nel New Jersey.
Entrambi i figli sono stati immersi nell'IBM sin dalla tenera età. Fu coinvolto in ispezioni degli impianti - il suo primo ricordo di una visita del genere (alla fabbrica di Dayton, Ohio) era all'età di cinque anni - e viaggi di lavoro in Europa e fece apparizioni a riunioni annuali per i rappresentanti di vendita d'élite dell'azienda, l'IBM Hundred Per Cent Club, anche prima che fosse abbastanza grande per frequentare la scuola.
A casa la disciplina di suo padre era irregolare e spesso dura. Intorno all'età di tredici anni, Tom Jr. soffrì per sei anni di quella che oggi potrebbe essere definita depressione clinica.
Watson Jr. ha frequentato la Hun School di Princeton a Princeton, nel New Jersey. Nella sua autobiografia ha affermato che da bambino aveva uno "strano difetto nella vista" che faceva sembrare le parole scritte come se cadessero dalla pagina quando cercava di leggerle. Di conseguenza, Watson ha lottato a scuola e ha riconosciuto che la Brown University lo ha ammesso con riluttanza come favore a suo padre. Conseguì la laurea in economia nel 1937.
Dopo la laurea, Watson è diventato un venditore per IBM ma aveva scarso interesse per il lavoro. Il punto di svolta fu il suo servizio come pilota nell'Aeronautica Militare durante la seconda guerra mondiale. Il fratello "Dick" (Arthur) Watson aveva abbandonato Yale come maggiore in Ordnance. Tom Jr. è diventato un tenente colonnello. Tom Jr. in seguito ha ammesso ai giornalisti che l'unica carriera che avrebbe voluto seguire era un pilota di linea. Il pilotaggio gli è venuto facilmente e per la prima volta ha avuto fiducia nelle sue capacità. Verso la fine del suo servizio, Watson ha lavorato per il maggiore generale Follett Bradley, che gli ha suggerito di provare a seguire suo padre all'IBM. Durante la guerra, Watson fece volare regolarmente Bradley, il direttore dei programmi di prestito-affitto all'Unione Sovietica, a Mosca. Durante questi viaggi imparò il russo, che in seguito gli sarebbe servito come ambasciatore americano in Unione Sovietica.
Watson tornò in IBM all'inizio del 1946. Fu promosso vicepresidente solo sei mesi dopo e fu promosso al consiglio solo quattro mesi dopo. Divenne vicepresidente esecutivo nel 1949.
Watson ha ricevuto il Silver Buffalo Award dai Boy Scouts of America nel 1955 per il suo servizio ai giovani. È stato presidente nazionale della BSA dal 1964 al 1968. Suo padre aveva anche servito nel consiglio esecutivo nazionale ed era stato commissario internazionale negli anni '40.
Lyndon B. Johnson nel settembre 1964 assegnò a Watson la Presidential Medal of Freedom, il più alto riconoscimento che un presidente degli Stati Uniti può conferire a un civile.
Watson è stato inserito nella Junior Achievement US Business Hall of Fame nel 1976. Nel 1967 ricevette la Medaglia Vermilye. Nel 1987 la rivista Fortune ha accolto Watson in copertina come "il più grande capitalista della storia". Nel 1998 è stato incluso nel TIME Magazine delle 100 persone più influenti del 20º secolo.